# Hidrogenoftalato de potasio
El Hidrogenoftalato de potasio o biftalato ácido de potasio (KHP), es una sal con un hidrógeno ligeramente ácido, y se utiliza a menudo como patrón primario en valoración ácido-base porque es sólido y estable al aire, por lo que es fácil de pesar con precisión. Además, no es higroscópico.
En agua, el KHP se disocia completamente dando el catión potasio (K+) y el anión hidrógeno ftalato (HP-). Como ácido débil que es el HP-, reacciona reversiblemente con agua para dar el ion hidronio (H3O+) e iones ftalato (P2-).
HP- + H2O  P2- + H3O+
El KHP se puede utilizar como un agente tampón (en combinación con ácido clorhídrico (HCl) o hidróxido de sodio (NaOH) en función de si se desea pH mayor o menor), pero no debe utilizarse como amortiguador para  reacciones de descarboxilación, debido a que se degrada el KHP.
El KHP es también un patrón útil para determinar el Análisis de Carbono Orgánico Total (COT). La mayoría de los analizadores de COT se basan en la oxidación de compuestos orgánicos a dióxido de carbono y agua, con cuantificación posterior del dióxido de carbono. Muchos analizadores de COT sugieren probar sus instrumentos con dos patrones: por lo general uno fácil de oxidar (el KHP), y uno más difícil de oxidar (como la  benzoquinona).

## Isómeros
El ftalato de potasio tiene dos isómeros de posición debido a la posición de los grupos carboxilo en el anillo de benceno. Los dos grupos carboxilo están en la posición meta en el isoftalato y en la posición para en el tereftalato.

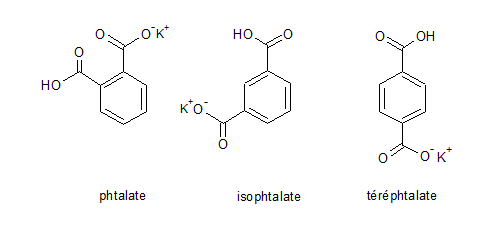
Isómeros de posición del ftalato ácido de potasio